# Galumna triops
Galumna triops är en kvalsterart som beskrevs av Balogh 1960. Galumna triops ingår i släktet Galumna och familjen Galumnidae. Inga underarter finns listade i Catalogue of Life.